# LGBT práva v Polsku

Duhová mapa Polska

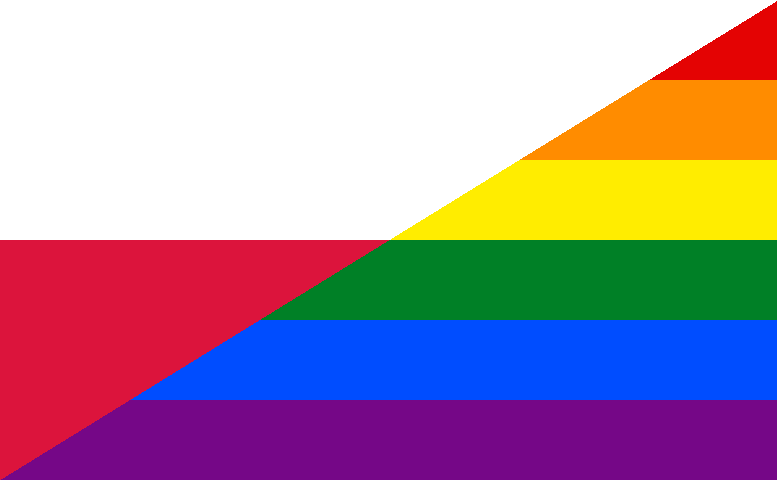
Neoficiální polská vlajka s duhovým motivem

Lesby, gayové, bisexuálové a translidé (LGBT) se v Polsku mohou setkávat s některými právními komplikacemi neznámými pro heterosexuální spoluobčany. Podle zprávy ILGA-Europe z roku 2020 je stav práv LGBTQ v Polsku nejhorší ze zemí Evropské unie. Mužská i ženská stejnopohlaví sexuální aktivita je v Polsku legální, ale stejnopohlavní páry a domácnosti jimi tvořené nemají rovný přístup ke stejné právní protekci jako různopohlavní páry. Homosexuální aktivita však nikdy nebyla podle polských zákonů ilegální a Polsko jako takové se zcela vyhnulo jejímu stíhání v moderní době. Toto se potvrdilo i na formální úrovni v r. 1932 při instalaci nového trestního zákoníku se sjednoceným legálním věkem způsobilosti k pohlavnímu styku pro obě orientace ve výši 15 let. Polsko je také jednou z mála zemí, kde mohou homosexuální muži darovat krev. I přesto přese všechno zde bylo zaznamenáno mnoho případů odmítání krve od gay dárců.
Mnoho levicových stran (Svaz demokratické levice, Pracovní unie, Sociální demokracie Polska, Palikotovo hnutí a další) podporuje LGBT hnutí a snaží se o legislativní změny v jeho prospěch. Hlas podpory je také slyšet z liberální strany Občanská platforma (Platforma Obywatelska).

## Historie
Polsko nikdy nemělo žádné zákony proti homosexualitě, vyjma homosexuální prostituce v letech 1932–1969.
V průběhu procesu Dělení Polska v letech 1795-1918 se na tomto území uplatňovaly anti-homosexuální zákony okupačních velmocí. Beztrestnost homosexuality potvrdila instalace nového trestního zákona v r. 1932. Věk způsobilosti k pohlavnímu styku byl už tehdy stanoven na 15 let pro obě orientace. Homosexuální prostituce se dekriminalizovala v r. 1969.
K vyškrtnutí homosexuality ze seznamu nemocí došlo v r. 1991.
Akceptace LGBT minority začala v polské společnosti stoupat nejvíc v 90. letech a na začátku 21. století, nejvíce mezi mladými lidmi a lidmi žijícími ve větších městech, zejména Varšavě a Krakově. Polská gay scéna je jako ve většině zemích nejvíce soustředěná ve velkých aglomeracích, kde zároveň působí i hlavní LGBT organizace a iniciativy jako jsou Kampaň proti homofobii a Lambda Warsawa.
V říjnu 2011 byli do polského parlamentu poprvé zvoleni dva otevřeně LGBT kandidáti gay Robert Biedroń a transžena Anna Grodzka. V r. 2014 se Biedroń stal starostou města Słupsk. Starostové jsou v Polsku voleni přímou volbou.

### Současný rozvoj
| Datum          | Hlasovali proti. | Ohledně                  | Pro | Proti | Zdržel se | Výsledek |
| -------------- | ---------------- | ------------------------ | --- | ----- | --------- | -------- |
| 25. ledna 2013 | 45               | Registrované partnerství | 150 | 276   | 23        | No       |
| 25. ledna 2013 | 46               | Registrované partnerství | 138 | 284   | 28        | No       |
| 25. ledna 2013 | 47               | Registrované partnerství | 137 | 283   | 30        | No       |
| 25. ledna 2013 | 48               | Registrované partnerství | 137 | 283   | 30        | No       |
| 25. ledna 2013 | 49               | Certifikát o partnerství | 211 | 228   | 10        | No       |

V lednu 2013 zamítnul Sejm 5 návrhů zákonů o registrovaném partnerství pro homosexuální i heterosexuální páry. Nejvyšší soud posléze rozhodnul, že návrhy předložené Svazem demokratické levice, Palikotovým hnutím a Občanskou platformou byly v rozporu s Článkem 18 Ústavy Polské republiky o ochraně manželství.
V prosinci 2014 se Sejm odmítnul zabývat návrhem registrovaného partnerství předloženým stranou Tvoje hnutí v poměru hlasů 235:185.
V květnu 2015 se Sejm opět odmítnul zabývat problematikou v poměru hlasů 215:146. Premiérka Ewa Kopaczová oznámila, že téma registrovaného partnerství by mělo být předmětem jednání příští vlády.
Podle zprávy ILGA-Europe z roku 2020 je stav práv LGBTQ v Polsku nejhorší ze zemí Evropské unie .
Polsko poskytuje LGBT lidem stejná práva jako heterosexuálům v určitých oblastech: homosexuální a bisexuální muži mohou darovat krev, homosexuálové a bisexuálové mohou otevřeně sloužit v polských ozbrojených silách a transsexuálové mohou měnit své zákonné pohlaví podle určitých požadavků, včetně podstoupení hormonální substituční terapie. Polské právo zakazuje diskriminaci v zaměstnání na základě sexuální orientace.
Neexistuje však žádná ochrana zdravotnických služeb, trestných činů z nenávisti a projevů nenávisti. V roce 2019 Ústavní soud rozhodl, že ustanovení polského zákona o drobných přestupcích, které zakazuje nezákonné odepření zboží a služeb bez „oprávněného důvodu“, je protiústavní.

## Zákony týkající se LGBT osob v Polsku
Beztrestnost homosexuality byla oficiálně potvrzená v r. 1932 v souvislosti s přijetím nového Trestního zákoníku. Legální věk způsobilosti k pohlavnímu styku byl pro všechny orientace stanoven na 15 let. Homosexuální prostituce byla legalizována r. 1969.

### Stejnopohlavní soužití
Zatím nebyl přijat žádný institut upravující stejnopohlavní soužití. Stejnopohlavní manželství je ústavně zakázané. Článek 18 Ústavy Polské republiky zmiňuje manželství jako svazek skládající se z jednoho muže a jedné ženy a podléhající státní ochraně a péči.
Na konci r. 2003 předložila polská senátorka Maria Szyskowska první návrh zákona o registrovaném partnerství pro stejnopohlavní páry podobný francouzské podobě občanského paktu solidarity. 3. prosince 2004 Senát tento zákon schválil, neprošel však legislativním procesem z důvodu nových voleb do parlamentu v r. 2005.
V r. 2004 umožnil Dopravní podnik Hl. města Varšavy spolužijícím partnerům gay a lesbických zaměstnanců využívat jízdy zdarma v rámci MHD, což byl první případ uznání stejnopohlavního soužití v Polsku. V r. 2007 byla z rozhodnutí Centra sociálních služeb města Chorzów uznána homosexuální soužití.
23. února 2007 rozhodl odvolací soudu v Białystoku o uznání stejnopohlavního soužití v kauze I ACa 590/06.
V prosinci 2007 toto bylo potvrzeno soudním senátem Nejvyššího soudu ve Varšavě.(IV CSK 301/2007and IV CSK 326/2007).
Na konci r. 2010 soud ve Złotówě rozhodl, že lesbická partnerka ženy, která zemřela, bude mít automatický nárok na přechod nájmu obecního bytu. Obec se proti tomu odvolala, ale okresní soud v Poznani jej zamítnul. Tudíž rozhodnutí soudu ve Złotowě bylo konečné. Spolehlivému soudci se poprvé dostalo podpory za to, že Polsko poprvé jednalo s evropskými zásadami ohledně lidských práv, a že rozhodlo o podpoře dědických práv gayů a leseb ke svým zemřelých partnerům. Další podobný případ ohledně přechodu nájmu zase řešil homosexuální muž, který svůj problém předložil k varšavskému soudu. Nicméně v tomto případě okresní soud odmítnul uznat automatický přechod nájmu po zemřelém nájemníkovi, ačkoliv to předtím (2010) Soud ve Štrasburku označil za diskriminaci.
Největší odpor a odmítání stejnopohlavních manželství a soužití přichází z řad Římskokatolické církve, jejíž vliv zasahuje do politiky, a jíž se zatím dostává silné podpory z řad veřejnosti. Církvev požívá vysoké úcty a podpory z řad polských občanů. Zdejší církev stále káže o homosexualitě jako deviaci. 95 % Poláků se hlásí k Římskokatolické církvi, z nichž 54 % je praktikujících.

### Adopce a plánování rodiny
Páry osob stejného pohlaví se v Polsku nemohou legálně adoptovat. Lesbické páry navíc nemají přístup k IVF .
V říjnu 2018 Nejvyšší správní soud rozhodl, že lesbický pár může zaregistrovat svého čtyřletého chlapce jako své dítě. Polská média popsala případ jako „první svého druhu v Polsku“.
V červenci 2020 polský prezident formálně navrhl změnu ústavy, která zakazuje adopci osobou ve vztahu k osobě stejného pohlaví.
V listopadu 2020 byl navržen zákon umožňující adopci pouze manželským párům. To znemožňuje adopci párů stejného pohlaví, protože v Polsku není povoleno manželství osob stejného pohlaví. Demonstrace nejsou možné kvůli viru COVID-19 .

### Ochrana před diskriminaci
| Mělo by být (Anketa z r. 2010)                    |     |     |       |
| Mělo by být (Anketa z r. 2010)                    | ANO | NE  | NEVÍM |
| ------------------------------------------------- | --- | --- | ----- |
| zakázáno gayům a lesbám otevřeně sloužit v armádě | 43% | 38% | 19%   |

Anti-diskriminační zákony byly přijaty Zákoníkem práce v r. 2003. Ústava Polské republiky garantuje všem občanům bez rozdílu rovný přístup k právům a zakazuje diskriminaci založenou na jakékoli podstatě. Návrh zakazující diskriminaci na základě sexuální orientace byl r. 1995 zamítnut po silné intervenci Katolické církve.
V r. 2007 byl předložen ministrem práce zákon zakazující diskriminaci založenou na jakékoli podstatě, vč. sexuální orientace, nejen v zaměstnání, nýbrž i v sociálním zabezpečení, zdravotní péči a ve školství, ačkoliv v ustanovení o zákazu diskriminace v přístupu ke zboží a službám je zmíněná pouze rasa a etnický původ. 1. ledna 2011 nabyl nový zákon o rovném zacházení účinnosti. Přímý zákaz diskriminace na základě sexuální orientace je omezen pouze na zaměstnání

### Služba v armádě
Gayové a lesby smějí otevřeně sloužit v armádě, přičemž ale platí nepsané heslo „Neptat se, nesdělovat“ (Don't ask! Don't tell!), což je jakási vnitřní politika polské armády.

### Veřejné mínění
V r. 2010 IIBR názory polské veřejnosti shledalo, že 43 % Poláků se domnívá, že by otevřeným gayům a lesbám mělo být znemožněno sloužit v armádě, 38 % že takových zákaz je nepřípustný v Polské armádě.

## Společenské postoje a veřejné mínění
| Podporujete                                                              |     |     |       |
| Podporujete                                                              | ANO | NE  | NEVÍM |
| ------------------------------------------------------------------------ | --- | --- | ----- |
| konání festivalů hrdosti a manifestace LGBT orgnizací (Anketa z r. 2008) | 27% | 66% | 7%    |
| právo gayů leseb veřejně prezentovat svůj život (Anketa z r. 2013)       | 30% | 63% | 7%    |

Anketa z r. 2005 ukázala, že 89 % populace považuje homosexualitu za protipřírodní chování. Polovina věří, že homosexualitu lze tolerovat.
Šetření konané na konci r. 2006 na žádost Evropské komise ukázal, že Poláci striktně odmítají stejnopohlavní manželství a adopce homosexuálů. Eurobarometrické šetření shledalo, že 74 % a 89 % Poláků je proti stejnopohlavním manželstvím a adopci homosexuály. Ve srovnání s ostatními členy EU dosahuje pouze Litva a Řecko vyššího procenta opozice. Hlasování v červenci 2009 ukázalo, že 87 % Poláků je proti adopcím. Hlasování z 23. prosince 2009 v rámci polských médií ukázalo určitý posun k lepšímu postoji. 60 % respondentů potvrdilo, že by nic nenamítali proti otevřeně homosexuálnímu ministrovi nebo předsedovi vlády.
Studie z r. 2010 zveřejněná v místních novinách odhaluje, že Poláci stále vehementně odmítají homosexuální manželství a adopce dětí. 80 % Poláků proti manželství a 93 % proti adopcím.
Většina Poláků také odmítá konání festivalu hrdosti - studie z r. 2008 odhalila, že 66 % Poláků věří, že homosexuálové by neměli organizovat veřejné manifestace, 69 % zas věří, že by neměli veřejně prezentovat svůj život. 37 % Poláků věří, že Poláci mají právo provozovat sexuální styk, zatímco 37 %, že nikoli.
V r. 2011 s odvoláním se na výzkum TNS Polska 54 % Poláků podporuje registrované partnerství, zatímco 27 % stejnopohlavní manželství.
V r. 2013 veřejné hlasování konané CBOS odhalilo, že 68 % Poláků je proti veřejné prezentaci života gayů a leseb, 65 % proti stejnopohlavnímu soužití, 72 % proti stejnopohlavnímu manželství a 88 % proti adopci stejnopohlavními páry.

### Veřejné hlasování
| Poláci podporují (Anketa CBOS r. 2014)                                  |     |     |
| Poláci podporují (Anketa CBOS r. 2014)                                  | ANO | NE  |
| ----------------------------------------------------------------------- | --- | --- |
| rodičovská práva lesbické ženy vůči dítěti její partnerky               | 35% | 56% |
| situace výše uvedená je morálně přijatelná                              | 41% | 49% |
| právo homosexuálních párů být pěstounem dětí svých zesnulých příbuzných | 52% | 39% |
| situace výše uvedená je morálně přijatelná                              | 38% | 53% |

| Poláci podporují (Anketa CBOS): | 2001 | 2001 | 2002 | 2002 | 2003 | 2003 | 2005 | 2005 | 2008 | 2008 | 2010 | 2010 | 2011 | 2011 | 2013 | 2013 |
| Poláci podporují (Anketa CBOS): | ANO  | NE   | ANO  | NE   | ANO  | NE   | ANO  | NE   | ANO  | NE   | ANO  | NE   | ANO  | NE   | ANO  | NE   |
| ------------------------------- | ---- | ---- | ---- | ---- | ---- | ---- | ---- | ---- | ---- | ---- | ---- | ---- | ---- | ---- | ---- | ---- |
| registrované partnerství        | -    | –    | 15%  | 76%  | 34%  | 56%  | 46%  | 44%  | 41%  | 48%  | 45%  | 47%  | 25%  | 65%  | 33%  | 60%  |
| stejnopohlavní manželství       | 24%  | 69%  | -    | –    | -    | –    | 22%  | 72%  | 18%  | 76%  | 16%  | 78%  | -    | –    | 26%  | 68%  |
| plná adopční práva              | 8%   | 84%  | -    | –    | 8%   | 84%  | 6%   | 90%  | 6%   | 90%  | 6%   | 89%  | -    | –    | 8%   | 87%  |

| Podpora registrovaného partnerství (Anketa CBOS) | různopohlavní páry | různopohlavní páry | stejnopohlavní páry | stejnopohlavní páry |
| Podpora registrovaného partnerství (Anketa CBOS) | ANO                | NE                 | ANO                 | NE                  |
| ------------------------------------------------ | ------------------ | ------------------ | ------------------- | ------------------- |
| registrované partnerství (VI. 2011)              | 83%                | 10%                | 25%                 | 65%                 |
| registrovaná partnerství (II. 2013)              | 85%                | 11%                | 33%                 | 60%                 |

| Poláci podporují (Anketa CBOS): | 2013 | 2013 |
| Poláci podporují (Anketa CBOS): | ANO  | NE   |
| ------------------------------- | ---- | ---- |
| registrované partnerství        | 40%  | 46%  |
| stejnopohlavní manželství       | 30%  | 56%  |
| plná adopční práva              | 17%  | 70%  |

| Poláci podporují (TNS OBOP hlasování): | 2011 | 2011 |
| Poláci podporují (TNS OBOP hlasování): | ANO  | NE   |
| -------------------------------------- | ---- | ---- |
| registrované partnerství               | 54%  | 41%  |
| stejnopohlavní manželství              | 27%  | 68%  |
| plná adopční práva                     | 7%   | 90%  |

| Podpora registrovaného partnerství (OBOP hlasování) | různopohlavní páry | různopohlavní páry | stejnopohlavní páry | stejnopohlavní páry |
| Podpora registrovaného partnerství (OBOP hlasování) | ANO                | NE                 | ANO                 | NE                  |
| --------------------------------------------------- | ------------------ | ------------------ | ------------------- | ------------------- |
| registrované partnerství (III. 2013)                | 67%                | 34%                | 47%                 | 53%                 |

| Poláci podporují: (Homo Homini poll) | 2013 | 2013 |
| Poláci podporují: (Homo Homini poll) | ANO  | NE   |
| ------------------------------------ | ---- | ---- |
| registrované partnerství             | 55%  | 39%  |
| stejnopohlavní manželství            | 27%  | 69%  |
| plná adopční práva                   | 14%  | 84%  |

| Podpora registrovaného partnerství z r. 2012 (CEAPP anketa) | různopohlavní páry | různopohlavní páry | stejnopohlavní páry | stejnopohlavní páry |
| Podpora registrovaného partnerství z r. 2012 (CEAPP anketa) | ANO                | NE                 | ANO                 | NE                  |
| ----------------------------------------------------------- | ------------------ | ------------------ | ------------------- | ------------------- |
| registrované partnerství                                    | 72%                | 17%                | 23%                 | 65%                 |
| možnost získávat informace o zdravotním stavu               | 86%                | -                  | 68%                 | -                   |
| možnost dědit po sobě                                       | 78%                | -                  | 57%                 | -                   |
| právo na společné zdanění                                   | 75%                | -                  | 55%                 | -                   |
| právo na pozůstalostní důchod po zemřelém partnerovi        | 75%                | -                  | 55%                 | -                   |
| právo osvojit si dítě                                       | 65%                | -                  | 16%                 | -                   |

| Akceptace homosexuálů jako... (CBOS, červenec 2005)) | Gay (Ano) | Gay (Ne) | Lesba (Ano) | Lesba (Ne) |
| ---------------------------------------------------- | --------- | -------- | ----------- | ---------- |
| Sousedů                                              | 56%       | 38%      | 54%         | 40%        |
| Spolupracovníků                                      | 45%       | 50%      | 42%         | 53%        |
| Nadřízených                                          | 41%       | 53%      | 42%         | 53%        |
| Učitelů                                              | 19%       | 77%      | 21%         | 75%        |
| Pracovníků s dětmi                                   | 11%       | 86%      | 14%         | 83%        |
| Duchovních                                           | 13%       | 82%      | -           | -          |
| Vůbec neakceptuji homosexuály                        | -         | 40%      | -           | 43%        |

## Politický postoj
Levicově orientované strany všeobecně podporují rozvoj a požadavky hnutí za práva sexuálních menšin a zpravidla hlasují ve prospěch nové LGBT legislativy. Svaz demokratické levice (4. největší strana) je výrazným podporovatelem LGBT práv a stejnopohlavního manželství. Občanská platforma, Právo a spravedlnost a Polská lidová strana jsou všeobecně proti takovýmto zásahům do legislativy, nejzřetelněji a nejtvrději se vůči takovýmto otázkám vymezuje právě Lidová strana. Bývalý prezident Lech Kaczyński působící do r. 2010 zastával v této oblasti natolik vyhrocené názory a postoje, že vyvolal ostré napětí mezi Polskem a gay aktivisty v ostatních částech Evropy.

### Právo a spravedlnost
Po parlamentních volbách v r. 2005 získala strana Právo a spravedlnost většinové zastoupení. Koaliční vládu sestavili s Ligou polských rodin a Sebeobranou Polské republiky. Politici těchto stran byli gay aktivisty vyhodnocováni jako „homofobní“, a to před i po volbách. Vládní představitelé tehdy vyřkli několik vět, které jsou evidentně v rozporu se zájmy polské i evropské LGBT komunity.:
| „                                  | „Nenechávejme se zmást agresivní propagandou homosexuálního postoje tolerance. Jedná se o šílenství, a proto také budou veškerá naše rozhodnutí proti němu.“ | “ |
| — Kazimierz Michał Ujazdowski, PiS | |   |

| „                                       | „Pokud se jiní pokoušejí infikovat jiné svojí homosexualitou, je stát povinen zasáhnout do jejich svobody.“ | “ |
| — Kazimierz Marcinkiewicz, premiér, PiS | |   |

| „                                    | „Pokud devianti hodlají demonstrovat, musejí počítat s tvrdými následky.“ | “ |
| — Wojciech Wierzejski, poslanec, LPR |                                                                           |   |

5. července 2006 nazval varšavský starosta Miroslaw Kochalski probíhající Pochodu za rovnost amorální a pro obyvatelstvo města nebezpečnou akcí.
7. srpna napsal šéfredaktor politického časopisu strany Právo a spravedlnost Vpravo Paweł Zyzak článek, v němž nazval homosexuály „zvířaty“ a „vyslanci satana“, kteří ohrožují katolickou církev.
Vládnoucí člen PiS Waldemar Bonkowski vyvěsil ve městě Konscierzyna plakát na zeď ústředí strany se sloganem „Dnes gayové a lesby! A co příště?! Zoofilové?! Je toto svoboda a demokracie?! Ne, to je morální nákaza! Náš polský papež se na nás kouká z nebe a ptá se: Co se s tebou stalo, mé Polsko?“.

#### Lech Kaczyński
Během prezidentské kampaně před prezidentskými volbami v r. 2005 slíbil kandidát Lech Kaczyński, který také vyhrál volby, že hodlá pokračovat ve snahách o zákaz LGBT demonstrací stejně jako v době, kdy byl starostou Varšavy, a že „veřejná podpora homosexuality nebude povolená.“

#### Prezidentský projev
17. března 2008 promlouval Kaczyński k lidu ve veřejné televizi, kde popsal stejnopohlavní manželství coby instituci odporující mravním a morálním zásadám Polska a většiny jeho populace. Při vysílání se objevila svatební fotografie Brendana Fay a Toma Moultona z irského gay magazínu. Kaczyński neměl povolení k jejímu užití, což vyvolalo vlnu nevole ze strany levicových politických stran a aktivistů za práva gayů, kteří požadovali po prezidentovi omluvu. Jejich žádostí nebylo vyhověno.

#### Jarosław Kaczyński
30. srpna 2006 během své návštěvy v Evropské komisi Lechův bratr dvojče Jarosław Kaczyński a polský premiér řekl, že lidé s takovýmito preferencemi mají v Polsku stejná práva a povinnosti jako ostatní, a že se jim nedostává žádného příkoří. Tehdejšího předsedu Evropské komise Jose Manuela Barroso prosil, aby nevěřil mýtům o antisemitském, homofobním a xenofobním Polsku.
Jarosław Kaczyński byl ve svém popisu homosexuality umírněnější. V jednom rozhovoru řekl, že byl vždycky příznivcem tolerance, a že opačný trend nikdy v Polsku nebyl. Dále připomenul, že gayové nejsou v Polské lidové straně o nic víc diskriminováni než ostatní menšinové skupiny, a že mnoho výrazných polských osobností jsou otevření homosexuálové. Také zdůraznil, že je v Polsku hodně gay klubů a také veřejně přístupný gay tisk a literatura. V dalším zahraničním rozhovoru pozval dotazovatele do Varšavy na návštěvy jednoho z mnoha gay klubů. Přiznal, že je v jeho straně mnoho homosexuálů, kteří ale radějí drží svojí sexuální orientaci v tajnosti. To samé potvrdil europoslanec Tadeusz Cymański.

#### Kazimierz Marcinkiewicz
V době svého působení v úřadu premiéra byl Marcinkiewicz často nazýván homofobním pro své postoje vůči homosexuálům. V říjnu 2005 nazval homosexualitu protipřírodním jevem. Sám se proslavil touto větou: „Pokud se jiní pokoušejí infikovat jiné svojí homosexualitou, je stát povinen zasáhnout do jejich svobody“.
V r. 2009 sdělil tisku Gazeta Wyborcza, že svůj názor na homosexuály změnil po sektání s polským homosexuálním emigrantem v Londýně. Ten mu totiž sdělil, že příčínou jeho odchodu z Polska byla právě jeho sexuální orientace a špatné životní podmínky v rodné vlasti. Marcinkiewicz dodal, že by nikdy nechtěl vyštvat jiné ze země.

#### Andrzej Duda

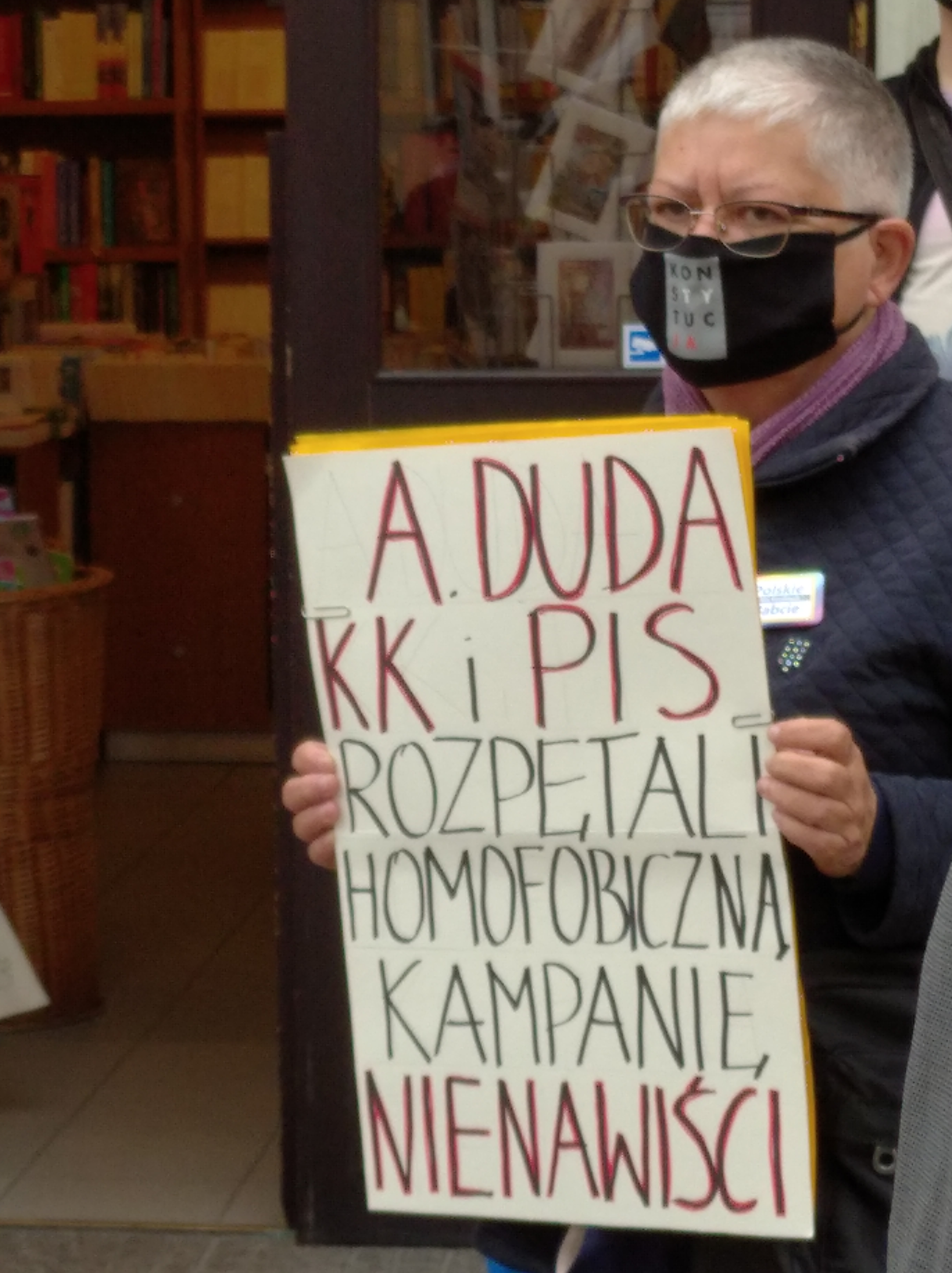
"Andrzej Duda, katolická církev a PiS rozpoutaly homofobní nenávistnou kampaň" – demonstraci v říjnu 2020.

Současný prezident Andrzej Duda původem ze strany Právo a spravedlnost odpověděl na otázku, zda by pronajal byt homosexuálovi tak, že by se nezajímal o osobní vztahy nájemce, pokud by nepobíhal kolem dokola napůl svlečen.
Podle Dudy není společensky prospěšné zabývat se záležitostmi neoddělitelně souvisejícími s prosazováním levicových ideologií. Za ně považuje i „ničení“ tradiční rodiny, kterou považuje za základ existence národa i samotného lidstva, a k čemuž podle jeho názoru dochází prostřednictvím takovýchto revolučních změn.

### Liga polských rodin
V parlamentních volbách 2005 obdržela Liga polských rodin 8 %, které jí zaručily 34 mandátů v Sejmu. Do vládní koalice Kazimierze Marcinkiewicze vstoupila se stranami Právo a spravedlnost a Sebeobrana Polské republiky.
19. května 2006 vydal Mirosław Orzechowski, náměstek ministra školství, zprávu k mezinárodnímu projektu organizovanému LGBT nevládními organizacemi finančně podporovanými mládežnickým programem Evropské komisu. V ní mimo jiné uvedl, že může program může vést k deprivaci mladých lidí.

#### Wojciech Wierzejski
Wojciech Wierzejski byl europoslancem a později také poslancem za Ligu polských rodin. V červnu 2005 v době svého působení v Evropském parlamentu volal pro „nulové toleranci pro homosexuály a devianty“.
11. května 2006 se v době svého působení v Sejmu Wierzejski ostře vymezil proti Pochodu za rovnost. Ve svém projevu mimo jiné uvedl, že by devianti měli za své počínání nést tvrdé následky. „Potenciální účast německých politiků je jasným znakem jejich neserióznosti. Gaye odradí od konání dalších takových akcí jedině obušky, neboť jsou sami ze své podstaty zbabělí,“ uvedl Wierzejski v rozhovoru.
O den později poslal naléhavý dopis Ministerstvu vnitra a Ministerstvu spravedlnosti se žádostí o mimořádnou kontrolu zdrojů financování organizací homosexuálních aktivistů. Ty obvinil ze spolupráce s pedofily a obchodu s drogami. Rovněž také chtěl zjistit, jak a do jaké míry pronikají takové organizace do škol. V reakci vydalo státní zastupitelství nařízení kontroly financování LGBT organizací kvůli údajnému podezření z páchání trestné činnosti a jejich intervence ve školství.
2. června byla Wirzejskiho žádost zamítnuta Státním zastupitelstvím města Varšava, neboť neshledalo jeho podezření z páchání trestné činnosti za věrohodná.

#### Roman Giertych
8. června 2006 propustil polský vicepremiér a ministr školství Roman Giertych Mirosława Sielatyckiho, vedoucího trenéra Národního výcvikového střediska, z důvodu publikace literatury podporující pedagogy v organizování setkání s nevládními LGBT organizacemi Kampaň proti homofobii a Lambda, které kritizují právní postoj mnoha evropských zemí, včetně Polska, k manželství osob stejného pohlaví a další formy diskriminace. „Praktikování homosexuality vede k osobním dramatům, duševní prázdnotě a degeneraci,“ uvedl nový vedoucí centra.
21. května vydal Giertych zprávu, že LGBT organizace posílají translidi do mateřských škol, aby nabádali děti ke změně jejich anatomického pohlaví.
V březnu 2007 předložil Giertych návrh zákona zakazujícího osobám s homosexuální orientací pedagogickou činnost a umožňujícího okamžitou výpověď z pracovního poměru každému, kdo podporuje kulturu homosexuálního způsobu života. V tu samou dobu působil Giertych v úřadu vicepremiéra a ministra školství za malou pravicovou a ultra-katolickou stranu Liga polských rodin, kolačního partnera vládnoucí strany Právo a spravedlnost. Samotný návrh se stal středem pozornosti ze strany médií a odporu Evropské komise, Human Rights Watch a v neposlední řadě i Unie polských učitelů, kteří na protest proti ministrově politice uspořádali pochod Varšavou s účastí cca 10 000 osob. O návrhu se vůbec nehlasovalo z důvodu pádu vlády. V nových parlamentních volbách už Liga polských rodin mandát neobhájila. Giertych se po svém odchodu z politiky vrátil na své místo advokáta.

##### Veřejné mínění
V r. 2007 spustila PBS spolu s projevem Romana Giertycha anketu při příležitosti schůze ministrů školství členských států v Heidelbergu. Dotazník se ptal respondentů na otázky Giertychovy politiky:
- „Homosexuální propaganda prorůstá Evropou a cílí na děti a mládež a účelem oslabení funkce rodiny.“– 40% souhlas, 56% nesouhlas.[73]
- „Homosexuální propaganda by měla být limitována tak, aby děti nebyly indoktrinovány nevhodnými rodinnými modely.“– 56% souhlas, 44% nesouhlas.[73]
- „Homosexualita je deviace. Nemůžeme podporovat, aby lidé žijící ve vztahu s osobou stejného pohlaví učili děti a mládež, protože se objektivně jednají v rozporu s přírodou.“ – 44% souhlas, 52% nesouhlas.[73]

### Lech Wałęsa
V roce 2013 bývalý polský prezident a držitel Nobelovy ceny Lech Wałęsa řekl, že by homosexuální poslanci měli sedět stranou od ostatních členů parlamentu, anebo raději za zdí, a že by neměli zastávat takto důležité pozice v parlamentu. K pochodům hrdosti se vyjádřil tak, že by se neměli pořádat v centrech měst, ale na periferiích. Podle jeho názoru by se menšiny neměly údajně povyšovat nad většinu. Za svá slova nebyl nikdy stíhán, protože polské zákony proti projevům nenávisti nezahrnují jiné sexuální orientace.

## LGBT hnutí

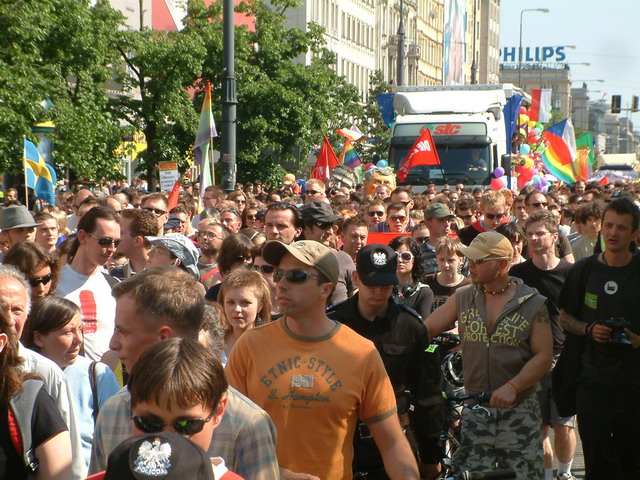
Pochod za rovnost v r. 2007

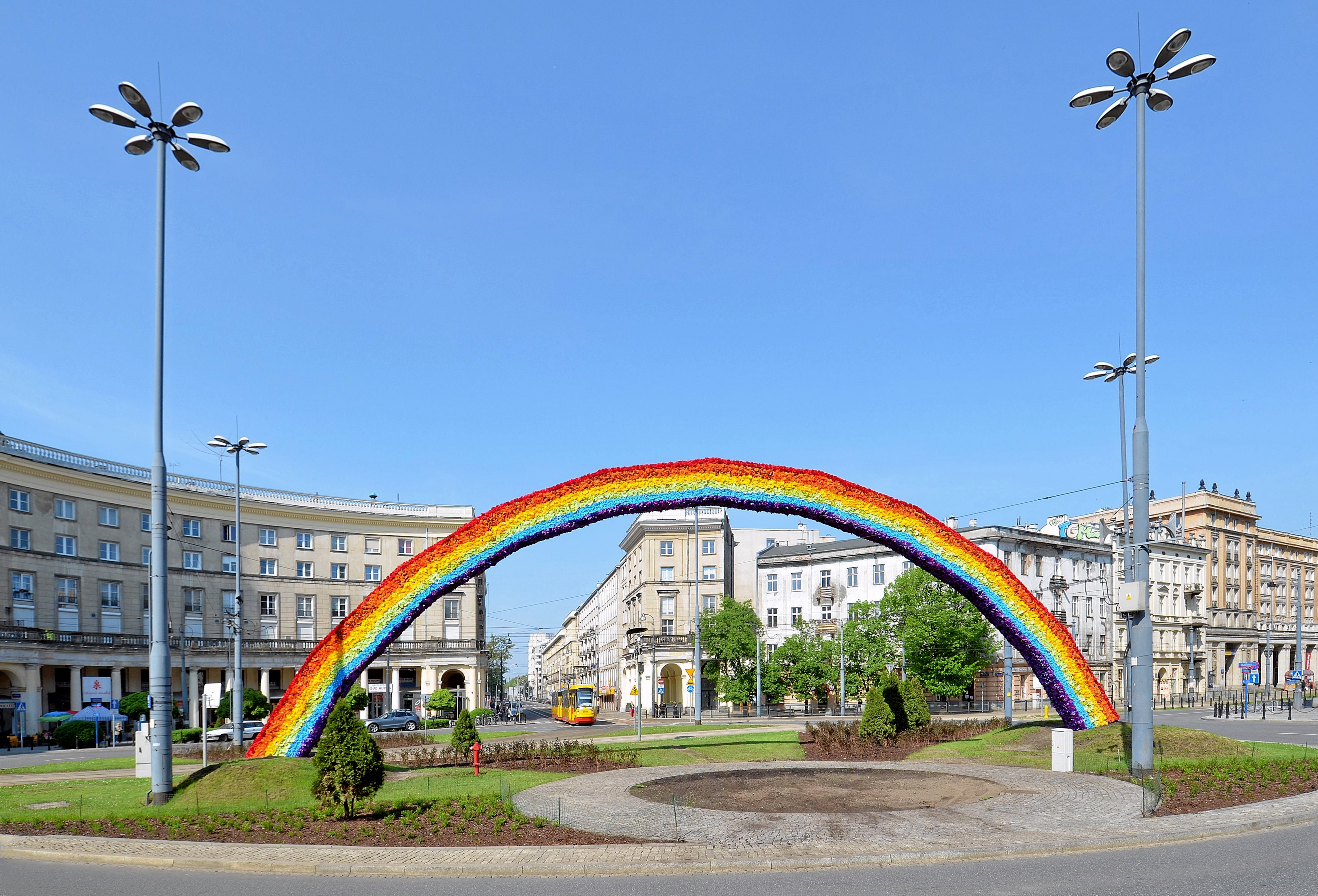
Duha, květinová duha na náměstí Spasitele ve Varšavě

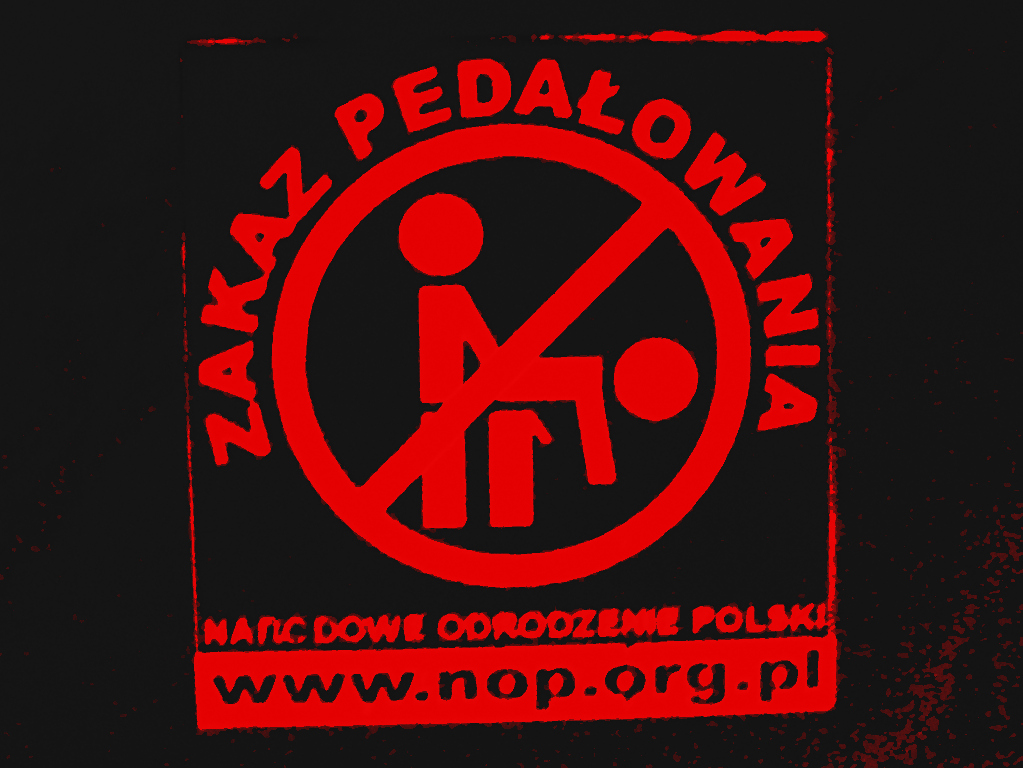
Anti-homosexuální nálepka od nacionalistické polské organizace.

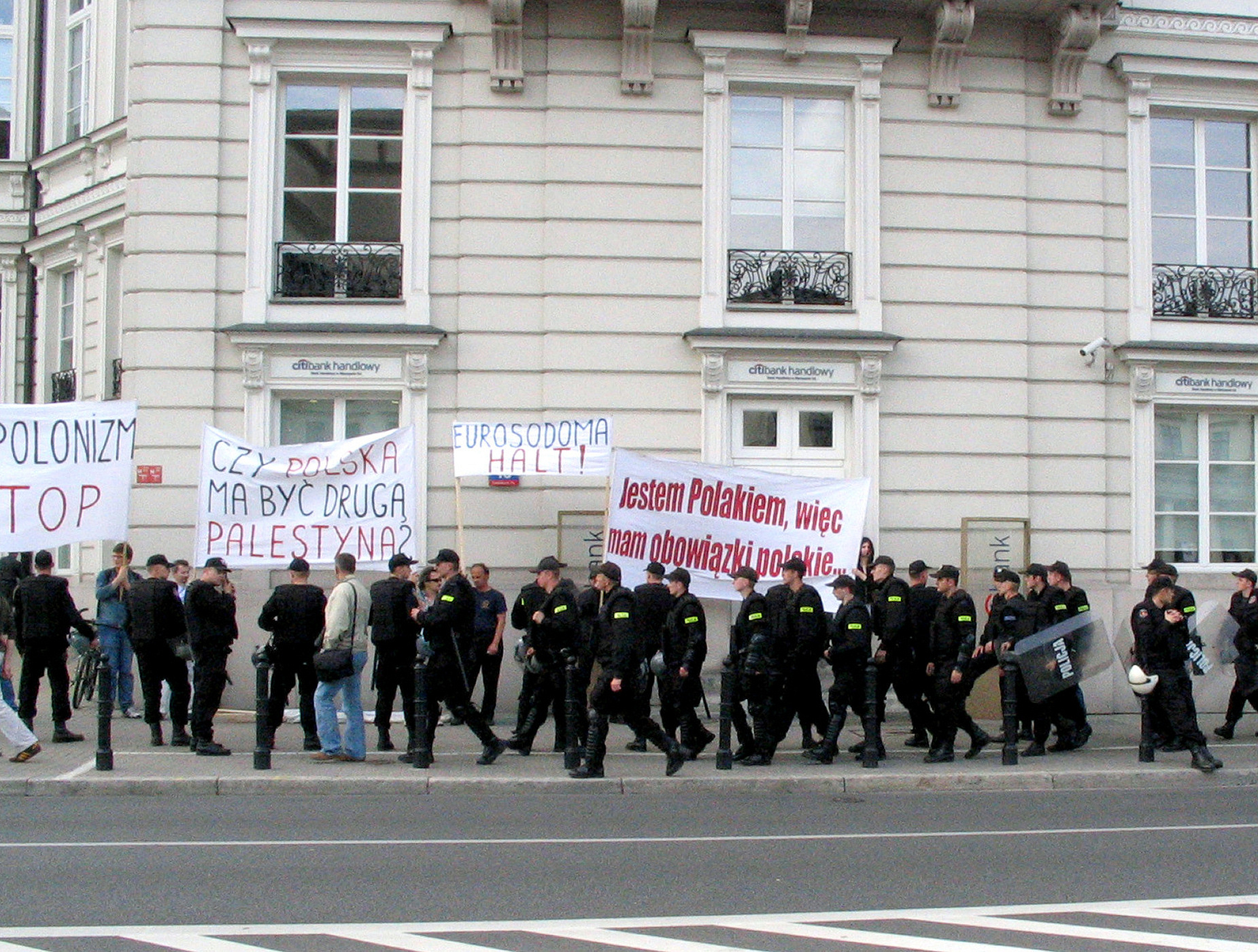
Varšavští odpůrci festivalu Pochod za rovnost v r. 2006.

### Pochod za rovnost
Nejzřetelnějším projevem polského LGBT hnutí je každoroční festival rovnosti sexuálních menšin konaný ve Varšavě od r. 2001.
V letech 2004 a 2005 odmítly varšavské úřady dát organizátorům povolení ke konání pochodu z několika důvodů, včetně souběžně probíhajících protidemonstrací, náboženských a národních svátků a dalších příčin. Akce však i navzdory zákazu 11. června 2005 proběhla s cca 2 500 účastníky. Deset z nich bylo stíháno úřady. Zákaz shledal v r. 2007 Evropský soud pro lidská práva při přezkumu kauzy Bączkowski vs. Polsko jako neoprávněný. Tehdejší starosta Varšavy Lech Kaczyński pochod odsoudil s tím, že jeho záštita veřejnými autoritami je oficiální legitimizací a podporou homosexuálního způsobu života.
Pochod rovnosti se koná pravidelně od r. 2006 a každoročně přiláká méně než 10 tisíc účastníků, vyjma r. 2015 kdy se jej zúčastnilo 18 000 lidí.

#### Veřejné mínění
Obyvatelstvo Varšavy je v této oblasti rozdělné. Pochodu se však zúčastňuje jen hrstka z nich. Nejnedávnější statistika provedená PSS pro Gazeta Wyborcza ukazuje 45 % podporu Varšavanů.
V r. 2005 podporovalo akci 33 %. V r. 2008 toto číslo spadlo na 25 %.

### Duha
Varšavská duha je gigantická umělecká konstrukce vyobrazující duhu složenou z umělých květin. Za jejím postavením stojí umělkyně Julita Wójcik (* 1. června 1971 Gdaňsk). Její poloha je situována na náměstí Spasitele (plac Zbawiciela) v polském hlavním městě Varšavě od léta 2012.
Jelikož je duhová vlajka všeobecně dávána do souvislosti s hnutím za práva sexuálních menšin, je umístění gigantické duhy na náměstí Spasitele mnohými chápáno jako kontroverzní. Do listopadu 2013 došlo k pěti případům jejího zapálení. Stavba byla podpálena 13. září 2012, 1. ledna 2013 (tyto případy byly vyhodnoceny jako nešťastná náhoda v souvislosti s ohňostrojem), 4. ledna 2013, v červenci 2013 a ještě jednou 11. listopadu 2013 při příležitosti Dne národní nezávislosti. Tehdy došlo k incidentu na pozadí velké demonstrace pravicových aktivistů, kdy se střetli s policisty při páchání vandalismu a útoků na Velvyslanectví Ruské federace.
Instalace duhy se setkala s kritikou několika konzervativních a pravicových osobností. Politik strany Právo a spravedlnost Bartosz Kownacki ji nazval „buzerantskou duhou“ (pedalska tęcza). Jiný politik, taktéž za Právo a spravedlnost, Stanisław Pięta (příznivce Církve nejsvatějších osvoboditelů), jí označil za „hanebnost urážející náboženské cítění věřících“. Kněz Tadeusz Rydzyk známý v Radio Maryja, označil duhu za „symbol deviace“.
Následujíc po incidentu v roce 2013 byla duha znovu postavená za podpory levicových a liberálních skupin, primátorky Varšavy Hanny Gronkiewicz-Waltzové za Občanskou platformu deklarující, že duha bude zrekonstruována tolikrát, kolikrát to bude nutné. Proces rekonstrukce podporovalo i několik celebrit. Například Edyta Górniaková, Katarzyna Zielińska, Monika Olejniková a Michał Piróg a v neposlední řadě i švédský velvyslanec v Polsku a LGBT aktivista Staffan Herrström.

### Právní případy
Některé páry v Polsku bojují o uznání svého manželství u Evropského soudu pro lidská práva, například v případě Andersen v. Polsko.

### Veřejné mínění
Podle statistiky Centra pro výzkum veřejného mínění pro Dr. Nataliu Zimniewiczovou 30 % Poláků požaduje zákaz veřejné publikace gay tematiky, 17,3 % by zákaz nepodpořilo, ale požadovalo by jinou formu omezení svobody publikace takových informací.
52,5 % je toho názoru, že současný stupeň publikace gay obsahu je přílišný, 27,9 % považuje fotografie z pochodu hrdosti za nechutné, 22,3 % si myslí, že média zamlčují pravdivá fakta o homosexualitě a 29,3 % věří, že gay obsah není pouze privátní záležitostí homosexuální komunity, ale může ovlivňovat děti a ostatní spoluobčany.

### Jaro a „Zóny bez LGBT“

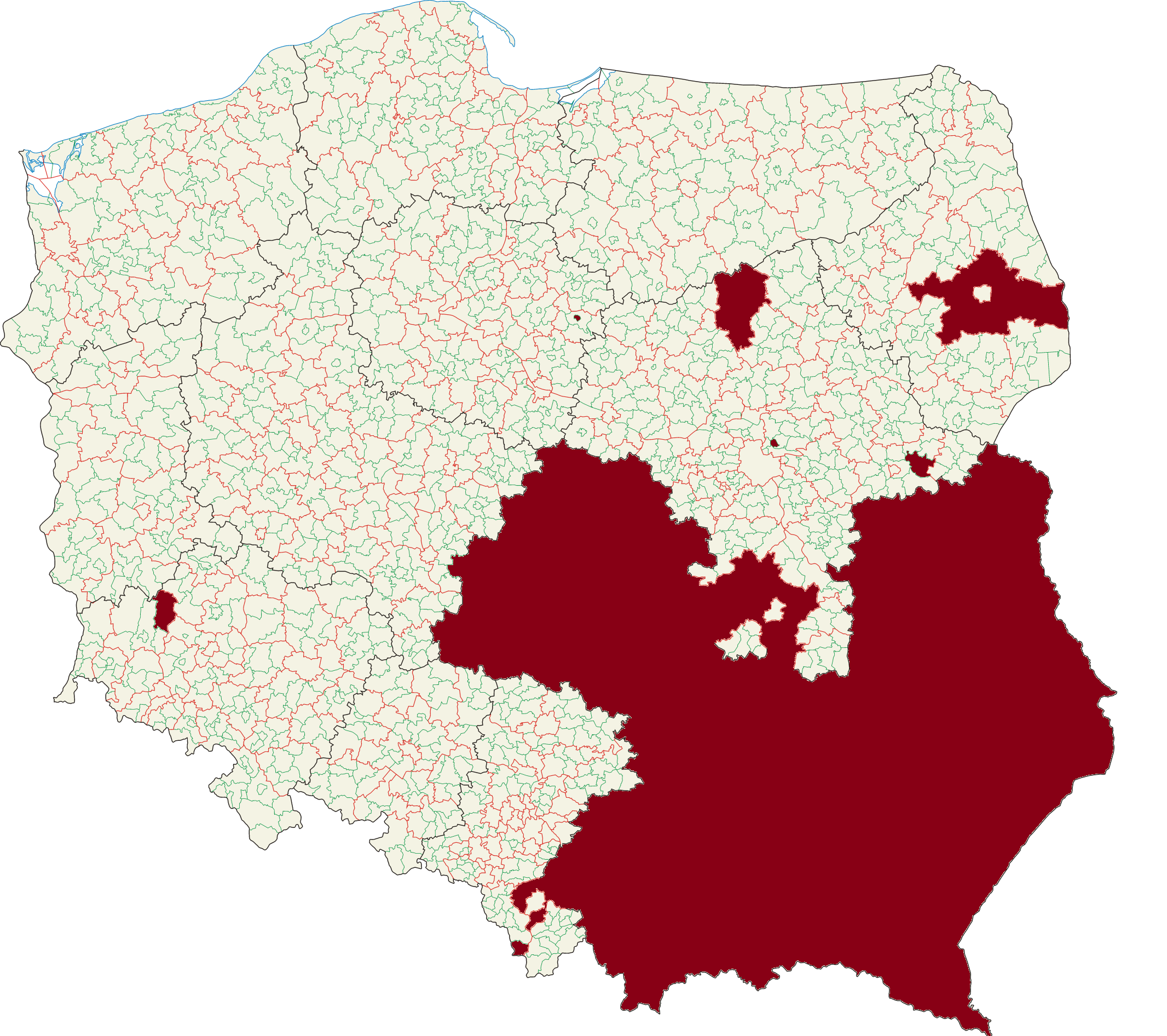
Mapa polska, vyznečené zóny bez LGBT vyhlášené v lednu 2020

V únoru 2019 aktivista LGBT Robert Biedroń zahájil jaro , novou progresivní politickou stranu, která navrhuje zavést občanská partnerství pro páry opačného a stejného pohlaví a legalizovat manželství osob stejného pohlaví. K srpnu 2019 má strana tři europoslance.
Zatímco před polskými parlamentními volbami v roce 2015 zaujala vládnoucí strana Právo a spravedlnost (PiS) protimigrantský postoj, v období před polskými parlamentními volbami v roce 2019 se strana zaměřila na boj proti západní „LGBT ideologii“.  Několik polských obcí a čtyři vojvodství vydala prohlášení „zóny bez LGBT“, částečně v reakci na podepsání prohlášení na podporu práv LGBT varšavským starostou Rafałem Trzaskowskim .  I když je to pouze symbolické, deklarované zóny signalizují vyloučení LGBT komunity. Pravicový deník Gazeta Polska vydal čtenářům nálepky „zóna bez LGBT“. Polská opozice a diplomaté, včetně americké velvyslankyně v Polsku Georgette Mosbacherové , nálepky odsoudili.  Varšavský okresní soud nařídil, aby se distribuce štítků zastavila až do vyřešení soudního případu.  Redaktor listu Gazeta však toto rozhodnutí odmítl s tím, že jde o „falešné zprávy“ a cenzuru, a že článek bude nálepku dále šířit.  Gazeta pokračovala v distribuci samolepek, ale upravila obtisk na „Zóna bez LGBT ideologie“.
V srpnu 2019 uvedlo několik členů LGBT komunity, že se v Polsku cítí nebezpečně. Organizace All Out zahájila kampaň proti útokům. Krátce po zahájení kampaně podepsalo petici asi 10 000 lidí.
Během pandemie koronavirů v dubnu 2020 několik aktivistů LGBT začalo rozdávat duhové obličejové masky v některých dotčených oblastech místní správy jako přímý protest proti „zonaci bez LGBT“.
V červenci 2020 městská rada města Nieuwegein , nizozemského města jižně od Utrechtu , hlasovala pro ukončení přátelství s Puławy ve východním Polsku a jako důvod uvedla „zóny bez homosexuálů“.
Od července 2020 Evropská unie začala odepírat finanční prostředky obcím, které přijaly prohlášení bez LGBT.
Podle zprávy komisaře Rady Evropy pro lidská práva z prosince 2020 „Tyto deklarace a listiny nemají přímý dopad na životy LGBTI lidí v Polsku.“

## Souhrnný přehled
| Právo                                                                                   | Ano/Ne                       | Poznámka                                                   |
| Stejnopohlavní sexuální styk                                                            | Stejnopohlavní sexuální styk | Stejnopohlavní sexuální styk                               |
| --------------------------------------------------------------------------------------- | ---------------------------- | ---------------------------------------------------------- |
| Legální stejnopohlavní styk                                                             | Yes                          | Vždycky legální. Oficiálně potvrzené od r. 1932            |
| Stejný věk legální způsobilosti k pohlavnímu styku pro obě orientace                    | Yes                          | Potvrzené od r. 1932                                       |
| Zákony o diskriminaci                                                                   |                              |                                                            |
| Anti-diskriminační zákony omezené pouze na oblast pracovněprávní                        | Yes                          | Od r. 2003                                                 |
| Anti-diskriminační zákony v přístupu ke zboží a službám                                 | No                           |                                                            |
| Anti-diskriminační zákony v ostatních oblastech (homofobní urážky, zločiny z nenávisti) | No                           |                                                            |
| Stejnopohlavní svazky                                                                   |                              |                                                            |
| Stejnopohlavní manželství                                                               | No                           | Ústavní zákaz od r. 1997                                   |
| Registrované partnerství                                                                | No                           | Navrženo                                                   |
| Jiná forma stejnopohlavního soužití                                                     | Yes                          | omezená práva                                              |
| Rodičovství                                                                             |                              |                                                            |
| Individuální adopce                                                                     | Yes                          |                                                            |
| Adopce dítěte partnera                                                                  | No                           |                                                            |
| Společná adopce dětí stejnopohlavními páry                                              | No                           |                                                            |
| Náhradní mateřství pro gay páry                                                         | No                           |                                                            |
| Umělé oplodnění pro lesbické ženy                                                       | No                           | Přístupné pouze ženám žijícím v heterosexuálních svazcích. |
| Další                                                                                   |                              |                                                            |
| Gayové a lesby smějí otevřeně sloužit v armádě                                          | Yes                          |                                                            |
| Možnost změny pohlaví                                                                   | Yes                          | (1983)                                                     |
| MSM smějí darovat krev                                                                  | Yes                          | (2005)                                                     |